# Толпинка
Толпинка — маловодная река в Кореневском районе Курской области России. Левый приток Сейма (бассейн Днепра). На берегах реки расположены сёла Александровка, Толпино и Колычёвка.

## Описание
Длина реки 16 км, площадь бассейна 73 км².
Берёт начало из родников в 3 км к югу от села Южный. Течет преимущественно на юго-запад через Александровку, Гавриловку, Толпино и у Ишутино впадает в реку Сейм, левый приток Десны на высоте 137 метров над уровнем моря. Русло реки извилистое, имеет ширину от 2 до 8 метров, глубина до 2 метров.

## Название
Возможно, название реки связано с периодом активного заселения территории в XVII веке казаками, бежавшими из-за Днепра.